# Karl Lürenbaum
Karl Lürenbaum (* 1. März 1900 in Bonn; † 20. März 1983 in Königswinter) war ein deutscher Flugmotoren-Forscher bei der Deutschen Versuchsanstalt für Luftfahrt und nach 1945 ordentlicher Professor an der RWTH Aachen.

## Leben
Karl Lürenbaum wurde 1900 in Bonn geboren. Ende der 20er Jahre trat Lürenbaum der Deutschen Versuchsanstalt für Luftfahrt (DVL) in Berlin-Adlershof bei, wo er zunächst als Assistent von Wunibald Kamm in der Motorenabteilung der DVL tätig war. Am 1. Juni 1937 wurde Lürenbaum zum ordentlichen Forschungsprofessor ernannt.
Am 30. April 1949 erhielt Lürenbaum das Ordinariat für Maschinenelemente und Maschinendynamik an der RWTH Aachen, wo Friedrich Seewald seit 1946 einen Stamm ehemaliger DVL-Mitarbeiter für eine spätere Wiederaufnahme der DVL-Forschungsaktivitäten versammelte. Gemeinsam mit Otto Fuchs wurde Karl Lürenbaum im Januar 1951 als erster ordentlicher Vorstand der DVL in Westdeutschland berufen, den beide bis 1954 innehatten. Mit der Freigabe des Motorflugs in Westdeutschland durch die Alliierten richtete Lürenbaum 1955 an der RWTH Aachen das Institut für Triebwerksdynamik ein, das er bis zu seinem Ruhestand leitete.

## Forschungsschwerpunkte
Ein wissenschaftlicher Schwerpunkt Lürenbaums in der Zeit vor 1945 bei der DVL lag im Bereich der Schwingungen des Systems Motor-Luftschraube.
Einen der ersten Forschungsaufträge erhielt Lürenbaum am neu eingerichteten Institut für Triebwerksdynamik 1956 von Walter Horten, der für seine Nurflügelentwicklungen einen geeigneten Fernwellen-Antrieb benötigte. Die theoretischen und prüfstandsseitigen Arbeiten führte Pinnekamp am Institut durch. Als Versuchsträger entstand bei der Alfons Pützer KG in Bonn die Pützer Dohle. Lürenbaum setzte die Arbeiten am Fernwellenantrieb im Rahmen eines vom Wirtschaftsministerium geförderten Projekts SR-57 fort und entwickelte für den Versuchsträger Pützer Bussard bis 1959 eine 6 m lange Fernwellenkonstruktion. Auch bei der Umrüstung des Bussard für die Bölkow GmbH auf ein Ringleitwerk war das Institut von Karl Lürenbaum intensiv einbezogen. Die enge Zusammenarbeit bei diesen Projekten mit Alfons Pützer setzte Lürenbaum noch Anfang der 60er Jahre bei der Entwicklung des Fernantriebs der beiden Faltpropeller für die Pützer MS-60 fort.
Ab Mitte der 60er Jahre beschäftigte sich Lürenbaum u. a. mit der Entwicklung von Mantelstromtriebwerken, wie sie später bei der Rhein-Flugzeugbau Sirius von Hanno Fischer zum Einsatz kam.